# Haute Fidélité
Cet article concerne le roman. Pour son adaptation cinématographique, voir High Fidelity. Pour son adaptation télévisée, voir High Fidelity (série télévisée). Pour l'adaptation de la pièce de Ray Cooney Run for You Wife, voir Haute Fidélité (pièce de théâtre).
Haute Fidélité (titre original : High Fidelity) est le deuxième livre (et premier roman) de l'auteur britannique Nick Hornby, paru en 1995. High Fidelity est également le titre d'une chanson d'Elvis Costello, figurant sur l'album Get Happy!!

## Résumé
Le héros de l'histoire se nomme Rob Fleming, trentenaire et propriétaire d'un magasin de disques londonien (Championship Vinyl), qui vient d'être quitté par sa petite amie. Passionné, comme ses employés, par la musique pop anglaise des années 1970, Rob passe beaucoup de temps à créer des compilations et toutes sortes de listes de « Top 5 » (par exemple, les cinq meilleurs faces A de tous les temps, les cinq films préférés du père de Rob, les cinq meilleures chansons pop parlant de la mort...).
Se remémorant ses précédentes ruptures et tentant de reprendre contact avec les demoiselles concernées, Rob fait le point sur sa peur de l'engagement, et surtout sur sa crainte de voir son entourage mourir.

## Une anthologie musicale
Outre l'intérêt que présente la psychologie du personnage principal, le roman offre un large panorama musical - et pas seulement dans le genre pop-rock britannique. 
Au total, on dénombre plus de 235 citations (noms d'artistes, titres de chansons et d'albums). Parmi ces citations sont mentionnés 138 artistes (ou groupes) différents, et 105 chansons avec précision de l'interprète. Une liste de lecture contenant autant d'items représenterait plus de douze heures de musique.
Les artistes les plus souvent mentionnés dans le roman sont les Beatles (au moins 7 mentions, sans compter les mentions de John Lennon et Paul McCartney) et Aretha Franklin (également 7 mentions).
Voici la liste de toutes les citations dans leur ordre d'apparition, liste qui ne figure pas dans les éditions françaises actuelles. Elle contient autant de répétitions que dans le roman. 

### 1repartie,Alors...
- Carly Simon
- Carole King
- James Taylor
- Cat Stevens
- Elton John
- Toad of Toad Hall (en)
- Lynyrd Skynyrd
- Doctor Feelgood
- Only love can break your heart, Neil Young
- Last night I dreamed that somebody loved me, The Smiths
- Call me, Aretha Franklin
- I don't want to talk about it (artiste non précisé. Peut-être Rod Stewart ?)
- Love hurts (artiste non précisé. Peut-être Gram Parsons ?)
- When love breaks down (artiste non précisé. Vraisemblablement Prefab Sprout)
- How can you mend a broken heart, Al Green
- The speed of the sound of loneliness, John Prine and Nancy Griffith (Nanci Griffith)
- She's gone. Plusieurs chansons correspondent à ce titre. Est-ce la chanson de Steelheart ou celle de Bob Marley ?
- I just don't know what to do with myself, Dusty Springfield
- Peter Gabriel
- Madness
- Eurythmics
- Bob Dylan
- Joni Mitchell
- Bob Marley
- If you wanna be happy, Jimmy Soul.

### 2epartie,Maintenant...
Chapitre 1
- Stiff Little Fingers
- Blonde on Blonde, cité probablement comme l'album de Bob Dylan
- John Lennon
- Frank Zappa
- Sonic Youth
- Lou Reed
- The Liquorice Comfits : ce groupe n'existe pas.
- The Lemonheads, cités pour leur « dernier album ». Compte tenu de la date de parution du livre, il peut s'agir de Come on Feel the Lemonheads (1993)
- Phil Collins
- Elvis Costello
- All Kinds of everything, Dana
- Walking on sunshine, Katrina and the Waves
- Little Latin Lupe Lu : Barry et Dick, les deux employés de Rob, ne préfèrent pas la même version. L'un ne jure que par celle de Mitch Ryder et les Detroit Wheels, l'autre aime celle des Righteous Brothers
- Something, The Beatles, sur l'album Abbey Road
- Help, The Beatles, même album
- Yellow Submarine, The Beatles, toujours le même album.

Chapitre 2
- The Beatles, pour l'album Revolver

Chapitre 3
- I just called to say I love you, Stevie Wonder
- Don't drive drunk, Stevie Wonder
- Deep Purple
- Howlin'Wolf
- Sexual Healing, Marvin Gaye
- The Who, pour l'album Tommy
- Blue, Joni Mitchell
- Val Doonican.

Chapitre 4
- Baby I love your way, Peter Frampton, pour l'album Frampton comes alive !
- Show me the way, Peter Frampton, même album
- James Brown, pour les disques qu'il a enregistrés chez King Records
- Love hurts, dont l'interprète n'est toujours pas précisé. Gram Parsons ?

Chapitre 5
Pas de mention au chapitre cinq.
Chapitre 6
- Electric Light Orchestra
- God save the queen, The Sex Pistols, pour le label A & M Records
- You left the water running, Otis Redding
- Chuck Berry
- Jerry Lee Lewis
- Tea for the Tillerman, Cat Stevens.

Chapitre 7
- It's a good feeling, Smokey Robinson et les Miracles
- No blow no show, Bobby Bland
- My Big Stuff [Mr. big stuff], Jean Knight
- The love you save, The Jackson Five
- The ghetto, Donny Hathaway
- Got to get you off my mind, Solomon Burke
- Holiday, Madonna.

Chapitre 8
- Guy Clark
- Jimmie Dale Gilmore
- Shirley Brown
- Happy go lucky girl, The Paragons
- Jesus and Mary Chain
- Ann Peebles
- Alison, Elvis Costello
- Little Triggers, Elvis Costello
- Man out of time, Elvis Costello
- King Horse, Elvis Costello
- Everyday I write the Book, Elvis Costello.

Chapitre 9
- Albert King
- Albert Collins.

Chapitre 10
- Guy Clark
- Julio Iglesias
- Nancy [Nanci] Griffith
- The Cowboy Junkies
- Behind closed doors, Charlie Rich (fautivement appelé Charlie Richie)
- Lyle Lovett.

Chapitre 11
- Bruce Springsteen.

Chapitre 12
Pas de mention au chapitre douze.
Chapitre 13
- Janie Jones [orthographié Janis Jones], The Clash, sur l'album The Clash
- Thunder Road, Bruce Springsteen, sur l'album Born to run
- Smells like teen spirit, Nirvana, sur l'album Nevermind
- Let's get it on, Marvin Gaye sur l'album Let's get it on
- Return of the grievous angel, Gram Parsons, sur l'album Grievous angel
- The Rolling Stones
- La 5e symphonie de Ludwig van Beethoven
- The Fire Engines.

Chapitre 14
- The Sid James Experience : ce groupe n'existe pas.
- Madness
- Bobby Jean, Bruce Springsteen, sur l'album Born in the USA.

Chapitre 15
- I want to see the bright light tonight, Richard Thompson
- Simple Minds
- Michael Bolton
- U2
- Bryan Adams
- Genesis
- Bob Wills et les Texas Playboys
- Musique du générique de la série animée Fireball XL5.

Chapitre 16
- Green Onions, Booker T. and The MG's
- Al Green
- The Cowboys Junkies.

Chapitre 17
Pas de mention au chapitre dix-sept.
Chapitre 18
- The Status Quo.

Chapitre 19
- Eurythmics.

Chapitre 20
- The Beatles
- Nirvana
- Father [Papa] Abraham and the Smurfs
- Kraftwerk
- Bruce Springsteen.

Chapitre 21
- Tom Robinson
- The Wailers.

Chapitre 22
- Suede
- The Auteurs
- Barrytown, Steely Dan. Un des personnages précise : c'était dans les Commitments.
- Paul McCartney.

Chapitre 23
- Luciano Pavarotti
- Tracy Chapman
- Bob Dylan
- The Beatles
- Brown sugar, The Rolling Stones
- Hi Ho silver lining, Jeff Beck
- The Nightfly, Donald Fagen
- Sting
- Little Walter
- Junior Wells.

Chapitre 24
- Richard Thompson
- Simple Minds
- All kinds of everything, Dana

Chapitre 25
- B.O. de My Fair Lady
- Song for Guy, Elton John
- Leader of the pack, The Shangri-Las
- Dead man's curve, Jan and Dean
- Terry, Twinkle
- And honey, I miss you [Honey],Bobby Goldsboro
- Tell Laura I love her, Ray Peterson (en)
- One step beyond, Madness
- You can't always get what you want, The Rolling Stones
- Abraham, Martin and John, Dick Holler
- Black Sabbath
- Nirvana
- One love, Bob Marley
- Many rivers to cross, Jimmy Cliff
- Angel, Aretha Franklin
- You're the best thing that ever happened to me, Gladys Knight
- Barbra Streisand.

Chapitre 26
Aucune mention au chapitre vingt-six.
Chapitre 27
- Simply Red
- Genesis
- Bright Eyes, interprétée par Art Garfunkel
- Solomon Burke
- Diana Ross à l'époque post-Motown
- Elvis Presley pour la maison Sun Records
- Elvis Costello, sur l'album Get Happy!!
- The look of love, Dusty Springfield.

Chapitre 28
- K.D. Lang
- Tina Turner
- Billy Joel
- Kate Bush
- Pink Floyd
- Tubular bells I et II, Mike Oldfield
- The Beatles
- Meat Loaf
- The Eagles
- Barbara Dickson.

Chapitre 29
- Blonde on blonde, probablement l'album de Bob Dylan
- Eric Clapton
- Kraftwerk
- Bob Geldof
- Boulder to Birmingham, Emmylou Harris, sur l'album Pieces of sky
- Butch Hancock (en)
- All kinds of everything (cf. chap. 1)
- Let it be, Paul McCartney.

Chapitre 30
- The Clash
- The Sex Pistols
- Chrissie Hynde
- Aretha Franklin
- Wilson Pickett
- The Memphis Horns
- Jimi Hendrix
- Mick Jagger
- Otis Redding
- Keith Richards
- Bill Wyman.

Chapitre 31
Pas de mention au chapitre trente et un.
Chapitre 32
- Prince
- U2
- Madonna.

Chapitre 33
- Sin City, The Flying Burrito Brothers
- Respect, Aretha Franklin
- A horse with no name, America
- Beep beep, The Playmates
- Ma Baker, Boney M.
- My boomerang won't come back, Charlie Drake (en)
- Baby let's play house, Elvis Presley
- Think, Aretha Franklin
- Louie Louie, The Kingsmen
- Little red Corvette, Prince
- Stir it up, Bob Marley
- Angel, Aretha Franklin
- Papa's got a brand new bag, James Brown
- Family affair, Sly and the Family Stone
- Let's get it on, Marvin Gaye
- Al Green
- The Clash
- Chuck Berry
- This is the house that Jack built, Aretha Franklin
- Back in the USA, Chuck Berry
- White man in Hammersmith Palais, The Clash
- So tired of being alone, Al Green
- In the ghetto, Elvis Presley.

Chapitre 34
Pas de mention au chapitre trente-quatre.
Chapitre 35
- Back stabbers, The O'Jays
- Satisfaction guaranteed, Harold Melvin and the Blue Notes
- Holiday, Madonna
- The Ghetto, Donny Hathaway
- Nelson Mandela, The Specials
- Twist and shout, The Isley Brothers ou The Beatles
- Route 66,	The Rolling Stones
- Long Tall Sally, Little Richard
- Money, Pink Floyd
- Chanson nommée Do you love ? : deux chansons pourraient correspondre à ce titre :
  - Who do you love ?, Bo Diddley
  - Do you love me ?, The Contours
- In the midnight hour, Wilson Pickett
- Got to get you off my mind, Solomon Burke (cf. chap. 7)
- La bamba.

## Éditions françaises
- Traduit par Gilles Lergen :
  - Paris, Plon, coll. « Feux croisés », 1997  (ISBN 2-259-18376-X)
  - Paris, 10/18, coll. « Domaine étranger » no 3056, 1999  (ISBN 2-264-02713-4)

## Adaptations
- 2000 : High Fidelity, film britannico-américain réalisé par Stephen Frears et  avec John Cusack dans le rôle de Rob.
- depuis 2020 : High Fidelity, série télévisée américaine développée par Veronica West et Sarah Kucserka, diffusée sur le service Hulu avec Zoë Kravitz dans le rôle d'une version féminine de Rob.